# Urszula Małgorzata Benka

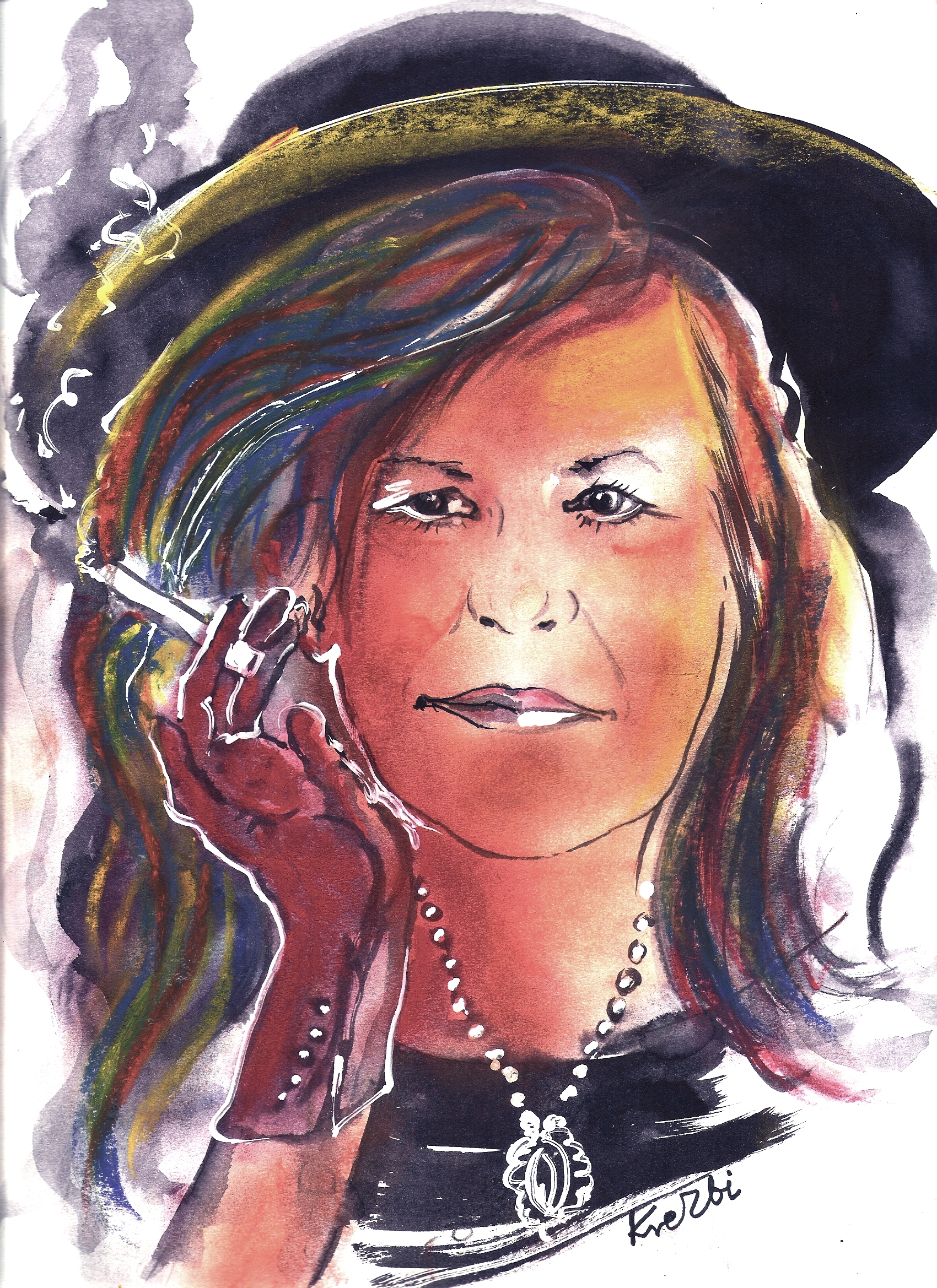
Urszuli Benki, gemalt von Zbigniew Kresowaty

Urszula Małgorzata Benka, Urszula Benka-Urbanowicz (* 30. Dezember 1953 in Breslau) ist eine polnische Lyrikerin, Erzählerin und Übersetzerin französischer und englischer Literatur.

## Leben
Benka besuchte das Gymnasium in Breslau und legte dort 1973 das Abitur ab. Anschließend nahm sie ein Studium der Psychologie an der Philologischen Fakultät an der Universität Breslau auf, das sie gesundheitsbedingt unterbrechen musste. Sie debütierte 1975 unter dem Pseudonym Krasińska im Studentenalmanach „Sigma“ mit den Gedichten Zwierzeniakurtyzany und Gorączka. Sie begann 1976 Polonistik an der Universität Breslau zu studieren, wo sie 1981 den Magister erwarb. Von 1983 bis 1987 lebte sie in Frankreich, ab 1987 eine Zeit lang in den USA. Sie kehrte 1991 nach Polen zurück und lebte zunächst in Katowice. Dort nahm sie von 1992 bis 1994 an Aktivitäten des Autorentheaters ihres Mannes Andrzej Urbanowicz Oneiron 2 teil. Mit der Dissertation Charyzma władania, święty mord. Analiza symboliki i semantyki mitycznej w twórczości Henryka Sienkiewicza promovierte sie 1992 zur Doktorin. Sie siedelte 1994 nach Breslau um, wo sie von 1995 bis 2000 als Redakteurin des Verlages der dortigen Akademie der Bildenden Künste arbeitete. Im Rahmen eines Literaturstipendiums des Sächsischen Staatsministeriums für Wissenschaft und Kunst verbrachte sie 2000 auf Schloss Wiepersdorf. Von 2003 bis 2012 dozierte sie an der Hochschule für Fotografie Afa in Warschau. Daneben leitete sie von 2005 bis 2006 Seminare am Institut für Kulturwissenschaft an der Universität Breslau. Von 2012 bis 2013 dozierte sie an der Universität Zielona Góra. Sie gehört zur Orpheus-Autorengruppe und war Teilnehmerin am deutsch-polnischen Poetendampfer.
Urszula Benka lebt in Breslau.

## Werke
Texte von Benka wurden von Karl Dedecius, Bettina Eberspächer und Peter Gehrisch ins Deutsche übertragen und publiziert in
- Poesie des 20. Jahrhunderts, Panorama der polnischen Literatur, Ammann-Verlag 1996, S. 653 ff
- Muschelhaufen 2001
- Ostragehege
- Es ist Zeit, wechsle die Kleider[1]

### Lyrikbände
- Die Bestie und die Seele, Prosastücke und Gedichte (Übersetzung Bettina Eberspächer und Karl Dedecius). Edition Pixis bei Janus Press. Berlin und München 1997. ISBN 3-928942-43-3.
- Chronomea, 1977
- Dziwna rozkosz, 1978
- Nic, 1984
- Perwersyjne dziewczynki, 1984
- Ta mała Tabu, 1991
- Córka nocy, 1995
- Kielich Orfeusza, 2003
- Lanckorońsko, 2013
- Pasja Józefa z Nazaretu, 2017

### Prosa
- O, 1999

### Essay
- Psychomitopolityka, 2004